# Ищите женщину (фильм, 1982)
«Ищите женщину» (от фр. выражения Cherchez la femme) — советский двухсерийный детективный комедийный телефильм, снятый на киностудии «Мосфильм» в 1982 году режиссёром Аллой Суриковой по французской адаптации пьесы «Миссис Пайпер ведёт следствие» британского драматурга Джека Поплуэлла, выполненной Робером Тома и названной им «Попугаиха и цыплёнок» (фр. La Perruche et le Poulet).
Премьера фильма на телевидении СССР состоялась 1 января 1983 года по Первой программе ЦТ, затем фильм неоднократно повторялся.
Фильм имеет подзаголовок «История одного убийства».

## Сюжет
1 серия
Париж, 1982 год, канун Нового года. В нотариальной конторе мэтра Роше царит предпраздничная суета. Сотрудники отметили Рождество и готовятся к встрече Нового года. Пока один из клиентов беседует с секретаршей Бриссар, его собака что-то чувствует и пытается проникнуть в закрытый кабинет мэтра. Появляется сам мэтр и, заглянув в свой кабинет и увидев там нечто, спешно в грубой форме отправляет служащих по домам. Но телефонистка мадемуазель Алиса Постик не торопится, поскольку живёт в том же здании, где располагается нотариальная контора. Повернувшись на звук шагов, она видит, как мэтр Роше, шатаясь, выходит из своего кабинета и падает на стол. Заметив торчащий из его спины нож, женщина пытается дозвониться в полицию, но не в силах справиться с волнением и падает в обморок. На вызов приезжает полицейский Максимэн, который не обнаруживает никакого тела и обещает мадемуазель Постик два дня тюрьмы за ложный вызов полиции.
Затем в конторе появляется инспектор Грандэн, в котором Алиса узнаёт друга своей юности Анри (Рири). Она не виделась с ним двадцать лет. Инспектор приступает к расследованию, предполагая, что тело могло исчезнуть, но факт убийства всё-таки имел место. В его руках имеется вещественное доказательство: испачканная чем-то красным скатерть со стола, на котором Алиса видела тело мэтра Роше, однако без экспертизы невозможно определить, кровь это или чернила.
Грандэн расспрашивает Алису о её коллегах — служащих конторы, устанавливая мотив для убийства мэтра Роше. Одновременно он приглашает в контору всех служащих, а также супругу мэтра, Клару. В ходе бесед со всеми ними выясняется, что секретарша Бриссар безответно влюблена в своего шефа, заместитель мэтра Робер симпатизирует мадам Роше, а у неё самой есть любовник, с которым она встречается в квартире Робера, и мэтр Роше знает об этой связи. В это время в конторе неожиданно появляется сам мэтр Роше, живой и невредимый, который очень удивлён тем, что его жены не было в опере, куда они собирались этим вечером.
2 серия
Казалось бы, дело можно закрывать, но Алиса находит две новые улики: ключ с инициалами GN (ЖН) и пуговицу с перламутром, а также заметку в газете «Труп на Лебяжьем острове». Вопреки запрету мэтра Роше вспоминать о курьёзном случае, связанном с его «убийством», мадемуазель Постик, как заядлая любительница детективов, продолжает своё расследование.
Несмотря на то, что некто самым ловким образом похищает у Алисы пуговицу, а ключ опознаёт Максимэн как вещь его соседа, Алиса не сдаётся. Она набирается смелости и сообщает Грандэну о своих находках и догадке относительно заметки в газете. Инспектор Грандэн недоволен её энергичностью, но всё же решает проверить её улики. Он сравнивает описание пуговицы, найденной Алисой в конторе, с пуговицами на куртке убитого с Лебяжьего острова, и они оказываются идентичными. Тем временем Максимэн возвращает ключ со словами, что это не ключ его соседа. Полиция устанавливает, что убитым является некто Жюльен Налестро, любовник мадам Роше. Узнав об этом, мэтр Роше в панике убегает, опасаясь, что в убийстве обвинят его. Однако инспектор Грандэн выясняет, что нотариус виновен только в сокрытии тела, которое обнаружил в своём кабинете. Мэтр Роше, зная о любви телефонистки к детективам и почти уверенный в её впечатлительности, инсценировал своё убийство лишь для того, чтобы вынести труп из конторы. Нотариус всё рассчитал верно — Алиса упала в обморок, а он незаметно избавился от тела и ушёл сам.
Неугомонная Алиса решает создать ситуацию, во время которой она поможет Грандэну окончательно установить убийцу — при всех она заявляет, будто у неё имеется третья улика, после чего служащие прощаются друг с другом и уходят. Настоящим убийцей оказывается Робер, который накануне заманил Налестро в контору и убил его в кабинете мэтра, тем самым надеясь избавиться сразу и от мужа, и от любовника мадам Роше. Затем он планировал обольстить мадам Роше, чтобы жениться на ней и стать хозяином конторы. Поняв, что дело провалилось, и надеясь узнать, что из себя представляет «третья улика», клерк возвращается в контору и пытается расправиться с Алисой. Он думает, что она осталась одна, но на самом деле в шкафу прячется инспектор Грандэн. Робер раскрывает ей свой план и говорит, что не может позволить ей жить. Всё это слышит инспектор, однако по нелепой случайности он не может ничем помочь — Алиса нечаянно его заперла. Появившийся в последний момент в конторе Максимэн бросается на Робера и после долгой схватки надевает на преступника наручники.
Алиса освобождает Грандэна из шкафа, а затем рассказывает подруге по телефону, что она уволится и станет частным детективом, а инспектор предлагает Алисе выйти за него замуж. Грандэн замирает в счастливом смущении.

## Персонажи
- Алиса Пости́к — секретарь-телефонистка в нотариальной конторе мэтра Роше. Дама за сорок, тщательно скрывающая свой возраст. Не умеет держать язык за зубами. Дочь портнихи Маргариты Постик. Родилась в мае, на бульваре Сен-Мишель в доме № 7 на 3-м этаже. Впоследствии переехала на улицe Мартир[фр.] на Монмартре. Не замужем. В юности её звали «Лили», она имела длинные русые волосы и дружила с Анри («Рири») Грандэном, с которым не виделась уже двадцать лет. В конторе служит 19 лет и застала ещё предшественника мэтра Роше — старого мэтра Галифора, но не вышла за него замуж, о чём не жалеет. Любит детективы, большую часть рабочего дня болтает по телефону с подругой Жоржеттой. Уже 12 лет живёт на первом этаже в том же доме, в котором находится нотариальная контора. Дом также принадлежит мэтру Роше. Поэтому каждый раз, когда мэтр Роше увеличивает ей жалование, домовладелец (он же) увеличивает квартирную плату. Коронная фраза: «При хорошей женщине и мужчина может стать человеком».
- Инспектор Грандэн — в юности его звали «Рири» (уменьшительное от Анри), жил на улице Мартир на Монмартре и был соседом юной Алисы Постик. Работает инспектором криминальной полиции, раскрывал резонансные преступления, носит прозвище «Железный лоб» за свой железный характер и крепкие нервы. Не женат, но говорит, что у него жена и пять выданных замуж дочерей, потому что считает, что в его возрасте быть холостяком уже стыдно. Одна из коронных фраз: «Когда хотят жениться — то надо это делать, но с закрытыми глазами». Недавно получил орден за арест фальшивомонетчика на набережной Сены и, оказавшись во время схватки в воде, подхватил бронхит. Безоговорочный авторитет для подчинённых.
- Мэтр Роше — нотариус, владелец нотариальной конторы и дома, в котором она расположена. «Не слишком молод, чтобы ухаживать, но и не настолько стар, чтобы волочиться». В его вкусе — цыпочки вроде машинистки мадемуазель Ренуар. Сдаёт квартиры внаём. Человек дела, не склонный к сантиментам. Груб, но не глуп, увлечён работой. Женат на аристократке Кларе много лет и находится с ней в прохладных отношениях. Отношения окончательно испортились после того, как мэтр, прибегнув к слежке, уличил её в супружеской измене. По утверждению жены, имеет много врагов, поскольку всегда был ко всем воинственно настроен, требователен и придирчив.
- Клара Роше — жена мэтра Роше, томная красавица и богатая аристократка, которой стало скучно в «золотой клетке». Имела любовника — Жюльена Налестро, с которым тайно встречалась в квартире клерка Робера де Шаранса.
- Робер де Шаранс — клерк конторы, работает в ней уже два с половиной года. Пришёл в контору в день св. Алисы[англ.] и с тех пор каждый год в этот день дарит мадемуазель Алисе цветы. Влюблён в мадам Роше. Имеет хобби — ходить по антикварным магазинам и лавкам. Живёт на улице Гобелен[фр.], 19. Если присмотреться к портретам на стенах его кабинета, то видно, что он большой поклонник Наполеона.
- Сюзанна Бриссар — личная секретарша мэтра Роше. «Церковная крыса, очкарик, сухарь в шляпе», «34 года, но выглядит на все 35». Работает в конторе уже пять лет. «Личная жизнь ноль, пустота». Без взаимности платонически влюблена в мэтра Роше. Говорит, что страдает сердечным заболеванием (что могло и не быть правдой), угрюма и пуглива, живёт на набережной Гренель[фр.]. На работу всегда ходит пешком. Свой последний отпуск провела в Голландии.
- Виржиния Ренуар — машинистка конторы, полгода назад принятая на работу. «Цыпочка», модница и рыжая кокетка. Одевается по последнему писку парижской моды, что составляет основу её интересов. Считает, что «если мода требует, то и рога носят». Коронные выражения: «Если к Вам не прижимаются в метро, это не значит, что метро в Париже не существует», «Девушку украшает скромность… Это когда нет других украшений». Постоянно делает ошибки в документах. Не замужем. Любит пофлиртовать с молодыми мужчинами и считает, что «все мужчины только „об этом“ и думают».
- Максимэн — полицейский криминальной полиции 16-го округа Парижа, помощник инспектора Грандэна. Обладает «железной хваткой» — лучше всего у него получается драться. Всё время забывает сроки задержания за мелкие правонарушения и носит в форменной фуражке шпаргалку с подсказками. Доброжелательный, но несколько рассеянный молодой человек: теряет ключи от мотоцикла своего соседа Жака Нуарэ. На службе практически не пьёт алкоголь, «ну если только по капельке». Не прочь пофлиртовать с симпатичными молодыми девушками.
- Жак-Пьер Антуан — клиент нотариальной конторы, последнее время очень занят своим завещанием и собственными предстоящими похоронами. Желает, чтобы на его похоронах играла музыка, лёгкая и воздушная. Очень любит свою собаку Нико.
- Мадам Ташар — клиентка нотариальной конторы, сдаёт квартиру внаём. Мэтр Роше лично занимается её делом в надежде, что она больше не появится в конторе.

### Не появляющиеся в кадре
- Жоржетта — подруга Алисы Постик, которой та постоянно звонит по телефону.
- Жак Нуаре — друг Максимэна, который одолжил ему свой мотоцикл, а Максимэн потерял от него ключи.
- Жюльен Налестро — любовник мадам Роше. Убитый, труп которого обнаружил у себя в кабинете мэтр Роше. Имел куртку с перламутровыми пуговицами.
- Боллар и Фурке — полицейские, обнаружившие труп Жюльена Налестра на Лебяжьем острове.
- Годар — дежурный полицейский. Дежурил в управлении полиции в ночь, когда доставили труп Жюльена Налестро с Лебяжьего острова.
- Жорж — полицейский, заведующий архивом полиции.
- Месье Легран — клиент мэтра Роше, которому назначена встреча на 13:30.
- Месье ван Берг — несуществующий голландец, именем которого представляется неизвестный.

## В главных ролях
- Софико Чиаурели — мадемуазель Алиса («Лили») Постик, секретарь-телефонистка нотариальной конторы
- Леонид Куравлёв — месье Анри («Рири») Грандэн, инспектор криминальной полиции по прозвищу «Железный лоб»
- Сергей Юрский — мэтр Роше, нотариус, владелец нотариальной конторы, домовладелец
- Елена Соловей — мадам Клара Роше, супруга мэтра Роше
- Александр Абдулов — месье Робер де Шаранс, клерк нотариальной конторы
- Людмила Дмитриева — мадемуазель Сюзанна Бриссар, личный секретарь мэтра Роше
- Елена Укращёнок — мадемуазель Виржиния Ренуар, машинистка нотариальной конторы
- Леонид Ярмольник — Максимэн, полицейский, помощник инспектора Грандэна

## В эпизодах
- Владимир Басов — месье Жак-Пьер Антуан, клиент нотариальной конторы
- Нина Тер-Осипян — мадам Ташар, клиентка нотариальной конторы

## Съёмочная группа
- Автор сценария — Светлана Володина
- Режиссёр-постановщик — Алла Сурикова
- Оператор-постановщик — Михаил Агранович
- Художник-постановщик — Михаил Карташов
- Композитор — Виктор Лебедев
- Звукооператор — Владимир Мазуров
- Государственный симфонический оркестр кинематографии

Дирижёр — Эмин Хачатурян
- Режиссёр — А. Ермилов
- Оператор — В. Иванов
- Художники по костюмам — Ганна Ганевская, Н. Саркисова
- Монтажёр — Людмила Елян
- Художник-гримёр — Л. Баскакова
- Консультанты — Л. Звонков, Глеб Плаксин
- Редактор — И. Наумова
- Музыкальный редактор — Мина Бланк
- Постановщик трюков (каскадёр) — Виктор Иванов
- Директор картины — Владимир Репников

## Художественные особенности
- Все действия в фильме происходят в одном помещении[5].
- Все упомянутые в фильме адреса действительно существуют. По адресу Робера де Шаранса (улица Гобелен[фр.], 19) стоит исторический дом, который находится под охраной государства.
- В начале обеих серий демонстрируются кадры французских кинолент «Частный детектив» (1976) с Жан-Полем Бельмондо, «Следователь Файяр по прозвищу Шериф» (1977) и «Смерть негодяя» (1977).
- Хозяином брелока, найденного Алисой Постик, вначале считается приятель Максимэна — Жак Нуаре (фр. Jacques Noiret), затем — пропавший Жюльен Налестро (фр. Julien Nalestre, но итал. Giuliano Nalestro). На брелок же нанесены инициалы GN в соответствии с итальянской орфографией, где буква J используется только в заимствованных словах. По-видимому, имя соседа Максимэна — ошибка сценаристов, так как в тексте пьесы имя и инициалы его не упоминаются.